# 1954年スイスグランプリ
1954年スイスグランプリ (1954 Swiss Grand Prix) は、1954年のF1世界選手権第7戦として、1954年8月22日にブレムガルテン・サーキットで開催された。
レースは66周で行われ、メルセデスのファン・マヌエル・ファンジオが優勝、フェラーリのホセ・フロイラン・ゴンザレスが2位、ファンジオのチームメイトのハンス・ヘルマンが3位となった。

## レース概要
メルセデスのファン・マヌエル・ファンジオが1周目からトップを譲らず完勝。当レースからマセラティのワークスに昇格したスターリング・モス、フェラーリのホセ・フロイラン・ゴンザレスとマイク・ホーソーンの3人が2位を争ったが、モスのエンジンがミスファイアを起こし、ホーソーンも燃料ポンプのトラブルでストップしたことで、ゴンザレスの2位は確定した。メルセデスのカール・クリングは、序盤にオーウェン・レーシング・オーガニゼーション（BRMの開発研究用にマセラティ・250Fを購入し、ディスクブレーキを装着した）のケン・ウォートンと競り合って出遅れ、モスとホーソーンのリタイアにより3位に上がるが、エンジンが壊れてリタイア、チームメイトのハンス・ヘルマンが3位となった。
ファンジオは優勝とファステストラップの9点を加算し、2戦を残して1951年以来3年ぶり2度目のチャンピオンを獲得した。
翌1955年に起きたル・マン24時間レースの大事故によりスイス国内でのモータースポーツが禁止されたため、当レースがスイス国内で開催された最後のスイスグランプリとなった。その後、1975年と1982年（1975年は非選手権）にフランスのディジョン・プレノワ・サーキットでスイスグランプリが開催されたが、これはフランス国内で年内に2レースを行うために「スイスグランプリ」の名を冠しただけであり、スイス国内でのモータースポーツ開催は、2018年6月にチューリッヒでフォーミュラEのチューリッヒE-Prixが開催されるまで、実に64年もの歳月を要することとなった。

## エントリーリスト
| No.     | ドライバー                                      | エントラント                               | コンストラクター | シャシー | エンジン                   | タイヤ |
| ------- | ----------------------------------------------- | ------------------------------------------ | ---------------- | -------- | -------------------------- | ------ |
| 2       | ジャック・スウォーターズ                        | エキュリー・フランコルシャン               | フェラーリ       | 500/625  | フェラーリ Tipo625 2.5L L4 | E      |
| 4       | ファン・マヌエル・ファンジオ                    | ダイムラー・ベンツ                         | メルセデス       | W196     | メルセデス M196 2.5L L8    | C      |
| 6       | ハンス・ヘルマン                                | ダイムラー・ベンツ                         | メルセデス       | W196     | メルセデス M196 2.5L L8    | C      |
| 8       | カール・クリング                                | ダイムラー・ベンツ                         | メルセデス       | W196     | メルセデス M196 2.5L L8    | C      |
| 10      | ジャン・ベーラ                                  | エキップ・ゴルディーニ                     | ゴルディーニ     | T16      | ゴルディーニ 23 2.5L L6    | E      |
| 12      | クレマール・ブッチ                              | エキップ・ゴルディーニ                     | ゴルディーニ     | T16      | ゴルディーニ 23 2.5L L6    | E      |
| 14      | フレッド・ワッカー                              | エキップ・ゴルディーニ                     | ゴルディーニ     | T16      | ゴルディーニ 23 2.5L L6    | E      |
| 16      | ロイ・サルヴァドーリ                            | ギルビー・エンジニアリング                 | マセラティ       | 250F     | マセラティ 250F1 2.5L L6   | D      |
| 18      | ケン・ウォートン                                | オーウェン・レーシング・オーガニゼーション | マセラティ       | 250F     | マセラティ 250F1 2.5L L6   | D      |
| 20      | ホセ・フロイラン・ゴンザレス                    | スクーデリア・フェラーリ                   | フェラーリ       | 625      | フェラーリ Tipo625 2.5L L4 | P      |
| 22      | マイク・ホーソーン                              | スクーデリア・フェラーリ                   | フェラーリ       | 625      | フェラーリ Tipo625 2.5L L4 | P      |
| 24      | ウンベルト・マグリオーリ ロベール・マンヅォン 1 | スクーデリア・フェラーリ                   | フェラーリ       | 553      | フェラーリ Tipo554 2.5L L4 | P      |
| 26      | モーリス・トランティニアン                      | スクーデリア・フェラーリ                   | フェラーリ       | 625      | フェラーリ Tipo625 2.5L L4 | P      |
| 28      | セルジオ・マントヴァーニ                        | オフィシーネ・アルフィエリ・マセラティ     | マセラティ       | 250F     | マセラティ 250F1 2.5L L6   | P      |
| 30      | ロベルト・ミエレス                              | オフィシーネ・アルフィエリ・マセラティ     | マセラティ       | 250F     | マセラティ 250F1 2.5L L6   | P      |
| 32      | スターリング・モス                              | オフィシーネ・アルフィエリ・マセラティ     | マセラティ       | 250F     | マセラティ 250F1 2.5L L6   | P      |
| 34      | ハリー・シェル                                  | オフィシーネ・アルフィエリ・マセラティ     | マセラティ       | 250F     | マセラティ 250F1 2.5L L6   | P      |
| 36      | エマヌエル・ド・グラッフェンリード              | エキュリー・ブラーノ                       | マセラティ       | 250F     | マセラティ 250F1 2.5L L6   | P      |
| ソース: |                                                 |                                            |                  |          |                            |        |

追記
- ^1 - マンヅォンは予選でアクシデントを起こし、マグリオーリに交代[4]

## 結果

### 予選
| 順位    | No. | ドライバー                         | コンストラクター | タイム  | 差     |
| ------- | --- | ---------------------------------- | ---------------- | ------- | ------ |
| 1       | 20  | ホセ・フロイラン・ゴンザレス       | フェラーリ       | 2:39.5  | —      |
| 2       | 4   | ファン・マヌエル・ファンジオ       | メルセデス       | 2:39.7  | + 0.2  |
| 3       | 32  | スターリング・モス                 | マセラティ       | 2:41.4  | + 1.9  |
| 4       | 26  | モーリス・トランティニアン         | フェラーリ       | 2:41.7  | + 2.2  |
| 5       | 8   | カール・クリング                   | メルセデス       | 2:41.9  | + 2.4  |
| 6       | 22  | マイク・ホーソーン                 | フェラーリ       | 2:43.2  | + 3.7  |
| 7       | 6   | ハンス・ヘルマン                   | メルセデス       | 2:45.0  | + 5.5  |
| 8       | 18  | ケン・ウォートン                   | マセラティ       | 2:46.2  | + 6.7  |
| 9       | 28  | セルジオ・マントヴァーニ           | マセラティ       | 2:56.9  | + 17.4 |
| 10      | 12  | クレマール・ブッチ                 | ゴルディーニ     | 3:04.1  | + 24.6 |
| 11      | 24  | ウンベルト・マグリオーリ           | フェラーリ       | 3:08.2  | + 28.7 |
| 12      | 30  | ロベルト・ミエレス                 | マセラティ       | 3:09.3  | + 29.8 |
| 13      | 34  | ハリー・シェル                     | マセラティ       | 3:12.1  | + 32.6 |
| 14      | 10  | ジャン・ベーラ                     | ゴルディーニ     | 3:16.4  | + 36.9 |
| 15      | 14  | フレッド・ワッカー                 | ゴルディーニ     | 3:20.3  | + 40.8 |
| 16      | 2   | ジャック・スウォーターズ           | フェラーリ       | 3:20.4  | + 40.9 |
| 17      | 24  | ロベール・マンヅォン               | フェラーリ       | No time | —      |
| DNP     | 16  | ロイ・サルヴァドーリ               | マセラティ       | No time | —      |
| DNP     | 36  | エマヌエル・ド・グラッフェンリード | マセラティ       | No time | —      |
| ソース: |     |                                    |                  |         |        |

### 決勝
| 順位    | No. | ドライバー                   | コンストラクター | 周回数 | タイム/リタイア原因 | グリッド | ポイント |
| ------- | --- | ---------------------------- | ---------------- | ------ | ------------------- | -------- | -------- |
| 1       | 4   | ファン・マヌエル・ファンジオ | メルセデス       | 66     | 3:00:34.5           | 2        | 9        |
| 2       | 20  | ホセ・フロイラン・ゴンザレス | フェラーリ       | 66     | +57.8               | 1        | 6        |
| 3       | 6   | ハンス・ヘルマン             | メルセデス       | 65     | +1 lap              | 7        | 4        |
| 4       | 30  | ロベルト・ミエレス           | マセラティ       | 64     | +2 laps             | 12       | 3        |
| 5       | 28  | セルジオ・マントヴァーニ     | マセラティ       | 64     | +2 laps             | 9        | 2        |
| 6       | 18  | ケン・ウォートン             | マセラティ       | 64     | +2 laps             | 8        |          |
| 7       | 24  | ウンベルト・マグリオーリ     | フェラーリ       | 61     | +5 laps             | 11       |          |
| 8       | 2   | ジャック・スウォーターズ     | フェラーリ       | 58     | +8 laps             | 16       |          |
| Ret     | 8   | カール・クリング             | メルセデス       | 38     | 燃料システム        | 5        |          |
| Ret     | 26  | モーリス・トランティニアン   | フェラーリ       | 33     | エンジン            | 4        |          |
| Ret     | 22  | マイク・ホーソーン           | フェラーリ       | 30     | オイル漏れ          | 6        |          |
| Ret     | 34  | ハリー・シェル               | マセラティ       | 23     | 燃料ポンプ          | 13       |          |
| Ret     | 32  | スターリング・モス           | マセラティ       | 21     | 燃料ポンプ          | 3        |          |
| Ret     | 14  | フレッド・ワッカー           | ゴルディーニ     | 10     | トランスミッション  | 15       |          |
| Ret     | 10  | ジャン・ベーラ               | ゴルディーニ     | 8      | クラッチ            | 14       |          |
| Ret     | 12  | クレマール・ブッチ           | ゴルディーニ     | 0      | 燃料ポンプ          | 10       |          |
| DNS     | 24  | ロベール・マンヅォン         | フェラーリ       | -      | 予選でアクシデント  |          |          |
| ソース: |     |                              |                  |        |                     |          |          |

## 注記
- ポールポジション: ホセ・フロイラン・ゴンザレス – 2:39.5
- ファステストラップ: ファン・マヌエル・ファンジオ – 2:39.7
- ハンス・ヘルマンは初の表彰台（かつ最後の表彰台）。

## 第7戦終了時点でのランキング
ドライバーズ・チャンピオンシップ
|  | 順位 | ドライバー                   | ポイント    |
|  | ---- | ---------------------------- | ----------- |
|  | 1    | ファン・マヌエル・ファンジオ | 42 (45 1⁄7) |
|  | 2    | ホセ・フロイラン・ゴンザレス | 23 9⁄14     |
|  | 3    | モーリス・トランティニアン   | 15          |
|  | 4    | マイク・ホーソーン           | 10 9⁄14     |
|  | 5    | カール・クリング             | 10          |

- 注:  トップ5のみ表示。ベスト5戦のみがカウントされる。ポイントは有効ポイント、括弧内は総獲得ポイント。